# Neocryptopteryx brasson
Neocryptopteryx brasson är en stekelart som först beskrevs av Porter 1967.  Neocryptopteryx brasson ingår i släktet Neocryptopteryx och familjen brokparasitsteklar. Inga underarter finns listade i Catalogue of Life.